# کیت رمفری
کیت رمفری (انگلیسی: Keith Remfry; ۱۷ نوامبر ۱۹۴۷ – ۱۶ سپتامبر ۲۰۱۵) جودوکار اهل بریتانیا بود.
وی در مسابقات کشوری و بین‌المللی در مجموع برندهٔ ۲ مدال نقره، ۲ مدال برنز شده‌است.